# Shruti Kurien
Shruti S. Kurien (* 28. März 1983 in Chennai, verheiratete Shruti Kanetkar) ist eine indische Badmintonspielerin. Nikhil Kanetkar ist ihr Ehemann.

## Karriere
2000 gewann Shruti Kurien ihre ersten Titel in Indien, als sie sowohl bei den Junioren als auch bei den Erwachsenen mit Jwala Gutta das Damendoppel gewann. Bei den Internationalen Meisterschaften von Indien und den Südasienspielen siegte sie 2004. 2006 und 2010 verteidigte sie ihren Titel bei den Südasienspielen. 2007 war sie bei den Cyprus International erfolgreich.

## Sportliche Erfolge
| Saison | Veranstaltung                              | Disziplin   | Platz | Name                              |
| ------ | ------------------------------------------ | ----------- | ----- | --------------------------------- |
| 2000   | Indien: Einzelmeisterschaften der Junioren | Damendoppel | 1     | Jwala Gutta / Shruti Kurien       |
| 2000   | Indien: Einzelmeisterschaften              | Damendoppel | 1     | Jwala Gutta / Shruti Kurien       |
| 2002   | Indien: Einzelmeisterschaften              | Damendoppel | 1     | Jwala Gutta / Shruti Kurien       |
| 2003   | Indien: Einzelmeisterschaften              | Damendoppel | 1     | Jwala Gutta / Shruti Kurien       |
| 2004   | Südasienspiele                             | Damendoppel | 1     | Aparna Balan / Shruti Kurien      |
| 2004   | Indien: Internationale Meisterschaften     | Damendoppel | 1     | Jwala Gutta / Shruti Kurien       |
| 2004   | Indien: Einzelmeisterschaften              | Damendoppel | 1     | Jwala Gutta / Shruti Kurien       |
| 2005   | Indien: Einzelmeisterschaften              | Damendoppel | 1     | Jwala Gutta / Shruti Kurien       |
| 2006   | Südasienspiele                             | Damendoppel | 1     | Aparna Balan / Shruti Kurien      |
| 2006   | Indien: Einzelmeisterschaften              | Mixed       | 1     | Valiyaveetil Diju / Shruti Kurien |
| 2006   | Indien: Einzelmeisterschaften              | Damendoppel | 1     | Jwala Gutta / Shruti Kurien       |
| 2007   | Indien: Einzelmeisterschaften              | Damendoppel | 1     | Jwala Gutta / Shruti Kurien       |
| 2007   | Cyprus International                       | Damendoppel | 1     | Jwala Gutta / Shruti Kurien       |
| 2008   | Indien: Einzelmeisterschaften              | Damendoppel | 1     | Jwala Gutta / Shruti Kurien       |
| 2010   | Südasienspiele                             | Damendoppel | 1     | Shruti Kurien / Aparna Balan      |